# Tirrena-Adriàtica 1998
La Tirrena-Adriàtica 1998 va ser la 33a edició de la Tirrena-Adriàtica. La cursa es va disputar en vuit etapes, entre l'11 i el 18 de març de 1998, amb un recorregut final de 1.441 km.
El vencedor de la cursa fou el suís Rolf Jaermann (Casino), que s'imposà a l'italià Franco Ballerini (Mapei) i a l'alemany Jens Heppner (Telekom), segon i tercer respectivament.

## Etapes
| Etapa | Data       | Recorregut                            | Km    | Vencedor d'etapa        | Líder de la general     |
| ----- | ---------- | ------------------------------------- | ----- | ----------------------- | ----------------------- |
| 1a    | 11 de març | Sorrento - Sorrento                   | 133,0 | Gabriele Balducci (ITA) | Gabriele Balducci (ITA) |
| 2a    | 12 de març | Sorrento - Baia Domizia               | 164,0 | Erik Zabel (GER)        | Gabriele Balducci (ITA) |
| 3a    | 13 de març | Sessa Aurunca - Venafro               | 224,0 | Jan Svorada (CZE)       | Gabriele Balducci (ITA) |
| 4a    | 14 de març | Venafro - Tívoli                      | 215,0 | Gabriele Colombo (ITA)  | Gabriele Balducci (ITA) |
| 5a    | 15 de març | Tivoli- Torricella Sicura             | 208,0 | Rolf Soerensen (DEN)    | Rolf Soerensen (DEN)    |
| 6a    | 16 de març | Teramo - Frontone                     | 167,0 | Giovanni Lombardi (ITA) | Rolf Jaermann (SUI)     |
| 7a    | 17 de març | Civitanova Marche - Civitanova Marche | 164,0 | Erik Zabel (GER)        | Rolf Jaermann (SUI)     |
| 8a    | 18 de març | Grottammare - S.B del Tronto          | 133,0 | Erik Zabel (GER)        | Rolf Jaermann (SUI)     |

## Classificació general
|    | Ciclista                   | Equip                          | Temps       |
| -- | -------------------------- | ------------------------------ | ----------- |
| 1  | Rolf Jaermann (SUI)        | Casino                         | 38h 27' 30" |
| 2  | Franco Ballerini (ITA)     | Mapei                          | + 4"        |
| 3  | Jens Heppner (GER)         | Telekom                        | + 1' 15"    |
| 4  | Rolf Sorensen (DEN)        | Rabobank ProTeam               | + 13' 15"   |
| 5  | Zbigniew Spruch (POL)      | Mapei                          | + 13' 20"   |
| 6  | Germano Pierdomenico (ITA) | Cantina Tollo                  | + 13' 22"   |
| 7  | Nicola Loda (ITA)          | Ballan                         | + 13' 23"   |
| 8  | Claudio Chiappucci (ITA)   | Ros Mary-Amica Chips           | + 13' 25"   |
| 9  | Roberto Pistore (ITA)      | Riso Scotti-MG Boys Maglificio | + 13' 27"   |
| 10 | Servais Knaven (NED)       | TVM                            | + 13' 27"   |